# Референдум в Ирландии (2015)

Итоги голосования по поправке 34:
за
против

Ирландский референдум 22 мая 2015 года включал голосование по двум поправкам к конституции Ирландии. В этой стране любое изменение конституции возможно лишь в результате всенародного голосования. На референдум выносились два вопроса.
Поправка 34 изменяет определение брака, в соответствие с которым под браком впредь будет пониматься союз двух людей любого пола. В текущей редакции конституции под браком понимался союз мужчины и женщины. За принятие поправки высказалось более 62,07 % голосовавших. Таким образом, Ирландия стала первой страной в мире, в которой были легализованы однополые браки посредством референдума.
Поправка 35 должна была снизить минимальный возраст кандидатов в президенты страны с 35 лет до 21 года. В результате голосования эта поправка принята не была, так как за неё высказалось лишь 26,94 % проголосовавших.